# Parkstetten
Parkstetten è un comune tedesco di 2 982 abitanti, situato nel land della Baviera.

## Cultura

### Scuole
Ci sono diverse scuole nel paese:
- L'asilo nido St. Raphael, con circa 100 bambini.[2]
- La scuola elementare Dr.-Johann-Stadler-Grundschule, con circa 12 insegnanti e 177 studenti.[3]
- La scuola media Dr.-Johann-Stadler-Mittelschule, con circa 8  insegnanti e 86 studenti.[4]